# Kojatice (Tschechien)

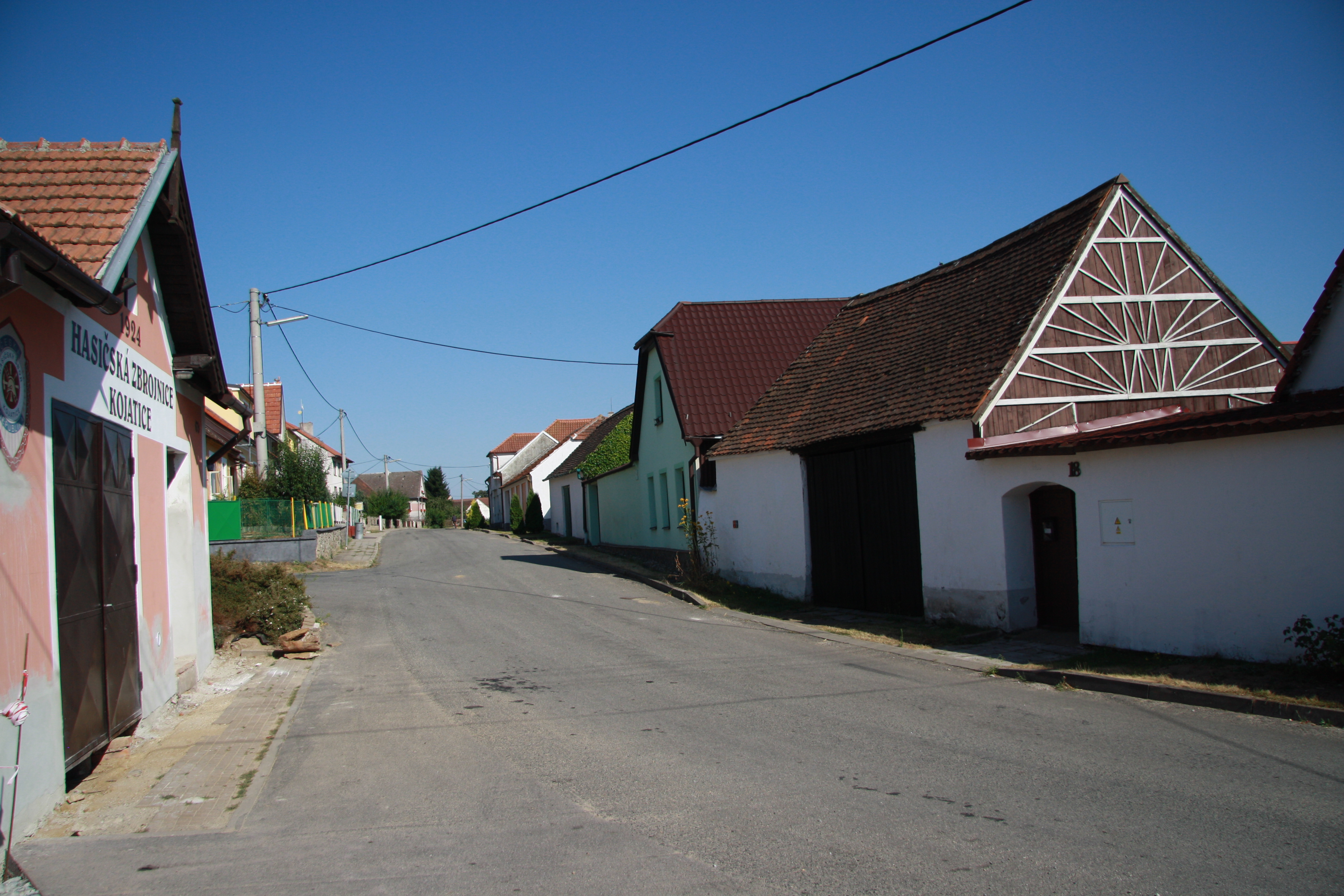
Westlicher Teil des Dorfes

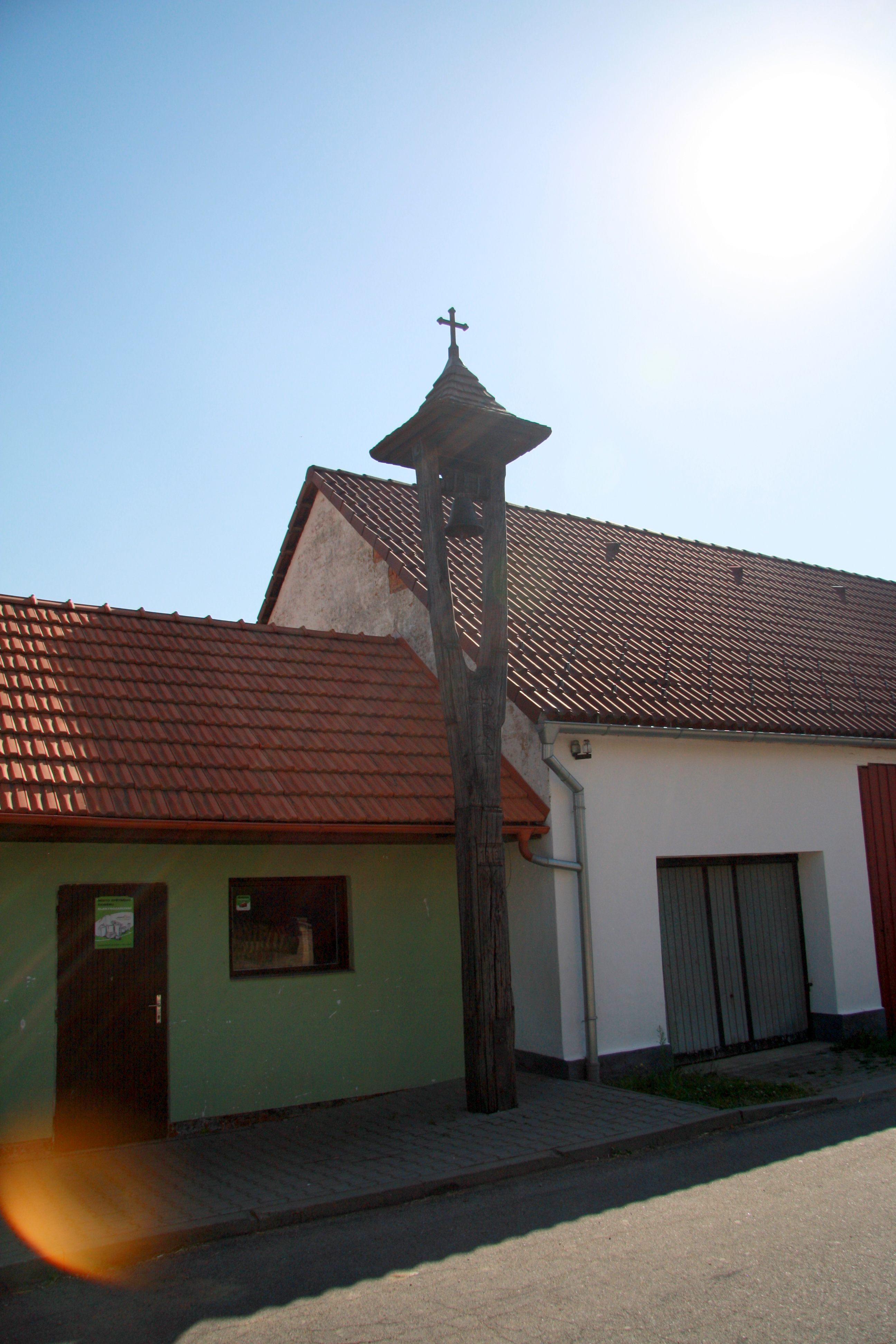
Glockenbaum

Kojatice (deutsch Kojatitz) ist eine Gemeinde in Tschechien. Sie liegt zehn Kilometer östlich von Jemnice und gehört zum Okres Třebíč.

## Geographie
Das Angerdorf Kojatice befindet sich rechtsseitig des Baches Kojatický potok in der Dešovská pahorkatina (Deschauer Hügelland). Nördlich erhebt sich der Smilovský kopec (506 m. n.m.), im Nordosten die Kojatická horka (539 m. n.m.), südöstlich die Horka (521 m. n.m.), im Süden der Vykáň (502 m. n.m.) und südwestlich der Petrův kopec (482 m. n.m.). Im Osten führt die Staatsstraße II/411 zwischen Moravské Budějovice und Uherčice an Kojatice vorbei.  
Nachbarorte sind Dubina im Norden, Dědice, Nimpšov und Spetice im Nordosten, Na Čihadle und Blížkovice im Osten, Černá Blata, Dvůr Augustov und Zálesí im Südosten, Dešov im Süden, Kdousov und Hornice im Südwesten, Dobrá Voda und Slavíkovice im Westen sowie Mladoňovice und Velký Újezd im Nordwesten.

## Geschichte
Die erste schriftliche Erwähnung von Kojatice erfolgte im Jahre 1227. In der Mitte des 14. Jahrhunderts war Kojatice ein niederer Adelssitz; die sich nach dem Ort benennenden Herren von Kojatitz führten einen Adler im Wappenschild und waren mit den Vladiken von Bačkovice stammes- und wappenverwandt. Im Jahre 1358 gehörte ein Teil des Dorfes dem Štědroň von Kojatitz, der 1365 noch das Dorf Lhotice hinzukaufte. Štědroňs gleichnamiger Nachfahre ist seit 1406 als Besitzer von Kojatice und drei Jahre später auch von Lhotice nachweislich. 1446 verkaufte er beide Dörfer an Sigmund von Jamnitz, auf den 1453 dessen Sohn Johann folgte, der sich anschließend von Kojatice nannte. 1480 erwarb Jan Mlynář von Týnec das Gut Kojatice mit einem Hof von Johann von Kojatice. Ein Jahr später überschrieb Mlynář das Gut an Pavel von Budějovice. In dieser Zeit erlosch Kojatice und lag zwischen 1482 und 1497 wüst.
1493 erwarb Mikuláš von Mladoňovice das wüste Dorf einschließlich des Hofes von Pavel von Budějovice. Nachfolgender Besitzer war Smil Kramář von Mladoňovice, dem Ladislaus Jagiello das Dorf 1510 als markgräfliches Lehn ausreichte. Im Jahre 1540 erwarb Matouš Bořita von Budeč das Lehngut Kojatice, er veräußerte es 1553 an Johann von Taikowitz.
Wenzel von Taikowitz vereinte Kojatice 1573 mit seinem Gut Pullitz. Eva Tawikowska von Taikowitz vererbte 1600 die Herrschaft Pullitz ihrem Mann Georg Christoph Teuffel von Gundersdorf, der sie 1602 an Ursula Lorantska von Inka verkaufte. Im Jahre 1606 trennte Lorantska die Dörfer Kojatice, Dědice, Hornice, Bačkovice und einen Anteil von Tassau davon ab und veräußerte sie als Gut Kojatitz an Otto Kottulinsky von Kottulin. Da Kottulinsky unverheiratet blieb und keine Nachkommen hatte, bestimmte er seinen Diener zum Erben des Gutes. Dieser konnte den Eintritt des Erbfalls nicht abwarten und ermordete 1635 seinen Herrn. Nachdem das Verbrechen entdeckt worden war, zog die mährische Landeskammer das Gut Kojatitz ein und veräußerte einen Teil davon an Benedict Palastaj von Kasejov, der Kojatitz 1636 für 14.500 Rheinische Gulden an den Besitzer der Herrschaft Pullitz, Jakob Berchtold zu Ungarschitz verkaufte. Im Theresianischen Kataster von 1768 wurde das Dorf als Kogetitz bzw. Kojatitium  bezeichnet. Karl von Berchtold veräußerte die Herrschaft Pullitz 1821 an August von Segür.
Im Jahre 1834 bestand das im Znaimer Kreis gelegene Dorf Kojatitz bzw. Kogatice aus 31 Häusern mit 223 mährischsprachigen Einwohnern. Erwerbsquelle bildete die Landwirtschaft. Am östlichen Ortsrand lag der untertänige Hof Kojatitz, weiter südöstlich der herrschaftliche Wilhelminenhof (Černý dvůr). Pfarrort war Groß-Augezd. August von Segür verkaufte am 18. Dezember 1837 die Dörfer Hornitz, Kojatitz und Dieditz einschließlich der Meierhöfe Kojatitz und Wilhelminenhof für 110.000 Gulden an Karl von Nimptsch, der sie seiner Herrschaft Neu Serowitz zuschlug. Bis zur Mitte des 19. Jahrhunderts blieb Kojatitz der Herrschaft Neu Serowitz untertänig.
Nach der Aufhebung der Patrimonialherrschaften bildete Kojatice / Kojatitz ab 1848 mit dem Ortsteil Hornice / Hornitz und dem Weiler Velký Újezd / Groß Augezd eine Gemeinde im Gerichtsbezirk Mährisch Budwitz. Ab 1869 gehörte Kojatice zum Bezirk Znaim; zu dieser Zeit hatte das Dorf 321 Einwohner und bestand aus 37 Häusern. 1896 wurde die Gemeinde dem Bezirk Mährisch Budwitz zugeordnet. Im Jahre 1900 lebten in Kojatice 359 Personen; 1910 waren es 360. Nach dem Ersten Weltkrieg zerfiel der Vielvölkerstaat Österreich-Ungarn, das Dorf wurde 1918 Teil der neu gebildeten Tschechoslowakischen Republik. Im Jahre 1920 löste sich Hornice von Kojatice los und bildete eine eigene Gemeinde. Beim Zensus von 1921 lebten in den 45 Häusern von Kojatice 340 Tschechen. Im November 1923 zerstörte ein Großfeuer ein Gehöft und drei Scheunen, die nicht ausreichend versichert waren. Auf Grund dieses Schadenereignisses drängte der Bezirkshauptmann Šebesta die Gemeinde 1924 zur Gründung einer Freiwilligen Feuerwehr, für die die Gemeindevertretung bereits 1922 ein Kapital von 400 Kčs bereitgestellt hatte. 1930 bestand Kojatice aus 50 Häusern und hatte 319 Einwohner. Von 1939 bis 1945 gehörte Kojatice / Kojatitz zum Protektorat Böhmen und Mähren. Im Jahre 1950 hatte Kojatice 236 Einwohner. Bei der Gebietsreform von 1960 wurde Kojatice im Zuge der Aufhebung des Okres Moravské Budějovice dem Okres Třebíč zugeordnet. Zwischen 1976 und 1990 war der Ort nach Dešov eingemeindet. Beim Zensus von 2001 lebten in den 69 Häusern der Gemeinde 370 Personen, davon 214 in Kojatice (62 Häuser) und 156 in Velký Újezd (7 Häuser). Seit 2002 führt die Gemeinde ein Wappen und Banner.

## Gemeindegliederung
Die Gemeinde Kojatice besteht aus den Ortsteilen Kojatice (Kojatitz) und Velký Újezd (Groß Augezd).
Das Gemeindegebiet gliedert sich in die Katastralbezirke Kojatice und Velký Újezd u Kojatic.

## Sehenswürdigkeiten
- Hölzerner Glockenbaum, errichtet 1919. Das Eichenholz spendete der Neu Serowitzer Gutsherr Josef Stubenberg, die Herstellung erfolgte durch den Groß-Deschauer Schreiner František Moltaš. Er wurde 2009 rekonstruiert.[9]
- Gusseisernes Kreuz
- Kirche St. Peter und Paul in Velký Újezd, erbaut 1859–1861 anstelle eines älteren Vorgängerbaus
- Pfarrhaus in Velký Újezd, errichtet 1737